# Tibellus armatus
Tibellus armatus – gatunek pająków z rodziny ślizgunowatych. 

## Taksonomia
Takson ten opisany został po raz pierwszy w 1928 roku przez Rogera de Lesserta na łamach „Revue Suisse de Zoologie” jako podgatunek pod nazwą Tibellus vossioni armata. Jako lokalizację typową wskazano Faradje w Zairze. Do rangi osobnego gatunku wyniesiony został w 1994 roku przez Annette van den Berg i Annę Sophię Dippenaar-Schoeman.

## Morfologia
Samce osiągają od 6,3 do 7,7 mm długości ciała przy karapaksie długości od 2,1 do 2,7 mm i szerokości od 1,6 do 1,7 mm, a samice od 7,8 do 9,6 mm długości ciała przy karapaksie długości od 2,3 do 3,9 mm i szerokości od 1,5 do 2 mm. Kształt ciała jest spłaszczony i wydłużony.
Prosoma samca jest półtorakrotnie, a samicy 1,6 raza dłuższa niż szeroka. Ubarwienie ma słomkowe z wyraźnymi podłużnymi przepaskami środkową i krawędziowymi, utworzonymi z licznych, brązowawoczarnych kropek i ku przodowi zakrzywionych szczecinek. Między oczami leży jasnożółty rejon z brązowo nakrapianymi nasadami szczecinek. Na bladożółtych nadustku i szczękoczułkach widnieją nieliczne brązowe kropki przy nasadach szczecinek.
Odnóża są długie i smukłe, bladożółte z licznymi brązowymi szczecinkami i z nieregularnie rozmieszczonymi jasnobrązowymi kropkami, na udach i rzepkach formującymi podłużne paski. Kolejność par odnóży od najdłuższej do najkrótszej to II, I, IV, III. Na spodach ud dwóch początkowych par rozmieszczone są w szeregu szczecinki nitkowate. Na goleniach pary pierwszej występuje od pięciu do ośmiu, a na tych pary drugiej od pięciu do sześciu par brzusznych szczecinek makroskopowych, a także od jednej do trzech takich szczecinek nieparzystych.
Opistosoma (odwłok) ma wierzch kremowobiały z pośrodkową i bocznymi, brązowo nakrapianymi przepaskami. Na środkowej leży bladoszary znak lancetowaty, przedłużony ku tyłowi w delikatną szarą linię. Na bladożółtym spodzie opistosomy widnieje szeroka przepaska pośrodkowa z szarawobiałym nakrapianiem.
Nogogłaszczki samca mają na goleni apofizę retrolateralną w formie krótkiej i tępej listewki, natomiast pozbawione są apofizy goleniowej wentralnej. Osadzony na tegulum przednio-bocznie, mały, kolcowaty embolus ma lekko rozszerzoną podstawę i ciemny, cienki, zakrzywiony wierzchołek. Samica ma płytkę płciową z przegrodą środkową rozbieżną ku przodowi i szerokimi prowadnicami otworów kopulacyjnych. Występują dwie spermateki mające w tyle zakrzywione wypustki. Gruczoły spermatekalne cechują się długimi, widocznymi tylno-bocznie kanalikami.

## Ekologia i występowanie
Pająk ten bytuje głównie na trawach. Osobniki dorosłe spotykano w styczniu, kwietniu, lipcu i listopadzie.
Gatunek afrotropikalny, znany z DR Konga, Tanzanii, Botswany, Zimbabwe, Mozambiku i RPA.